# Headhunterz
Willem Rebergen (Veenendaal, 12 september 1985), beter bekend onder zijn artiestennaam Headhunterz, is een Nederlandse dj en muziekproducent. Rebergen is ook stemacteur. Hij heeft nasynchronisaties gedaan voor verschillende films en televisieseries, waaronder Fred en George Wemel in de Harry Potter reeks. Hij begon zijn carrière in 2005 en werkte aan hardstyle-muziek.
Headhunterz heeft opgetreden op Qlimax, Defqon.1, Q-Base, In Qontrol, Decibel, Hard Bass, Electric Daisy Carnival en Tomorrowland.  
Headhunterz bracht zijn werk op Scantraxx uit via zijn eigen sublabel, Scantraxx Reloaded, maar in 2013 startte hij zijn eigen platenlabel, "HARD with STYLE". Hij tekende in 2013 bij het Noord-Amerikaanse elektronischedance-platenlabel Ultra Music en verliet zijn eigen label in 2015. In juni 2017 keerde hij officieel terug naar de hardstylegemeenschap tijdens de slotceremonie van Defqon.1 Weekend Festival 2017.
In 2018 ontwikkelden Headhunterz en mede-dj Wildstylez een nieuw hardstylelabel, genaamd "Art of Creation".

## Biografie
Rebergen had vanaf jonge leeftijd belangstelling voor muziek. Doordat hij gepest werd op school, zocht hij een vorm van afleiding om zichzelf op te beuren en sloot hij zich aan bij een lokaal kinderkoor. Met dat kinderkoor zat hij vaak in een opnamestudio, waar hij geïnteresseerd raakte in wat er aan de andere kant van het glas gebeurde. In zijn tienerjaren hield hij zich vooral bezig met skaten, de ambitie om cameraman te worden en films inspreken voordat hij zich volledig op het produceren van muziek stortte. In 2003 werd zijn belangstelling voor hardstyle aangewakkerd door het bezoeken van de regionale discotheek Scoob in Elst. Dat jaar bezocht hij ook voor het eerst Qlimax en dat gaf voor hem de doorslag om hardstyle te produceren.
Mijn ultieme droom was om in die disco mijn eigen tracks te draaien. Maar rond die tijd ging ik ook voor het eerst naar Qlimax en toen was ik helemaal verkocht. Ik heb de hele avond vooraan gestaan en met open mond staan kijken naar de dj's, in de hoop dat ze me zouden zien staan. Vanaf dat moment ben ik blind voor de Hardstyle gegaan.
Hij schafte een paar draaitafels aan en sloot ze aan op zijn mixer, om te oefenen. Tegelijkertijd was hij ook muziek aan het maken in FL Studio samen met Bobby van Putten, waarmee ze onder de naam Nasty D-Tuners demo's opstuurden naar platenlabels. In 2004 deden ze mee aan de Defqon.1 2004 DJ contest, waarmee ze een plek op de line-up wonnen. Anderhalf jaar later tekenden ze bij Hardcontrol Records, waar ze twee releases uitbrachten. Ze bleven demo's opsturen naar labels, waarvan een de Scantraxx Recordz oprichter bereikte, Dov Elkabas. Hij zag potentie in ze en ze tekenden eind 2005 bij zijn label. Ze konden de naam Nasty D-Tuners niet gebruiken vanwege een geschil met Hardcontrol Records, dus gingen ze verder onder de naam Headhunterz. In 2006 besloten de twee uit elkaar te gaan en Rebergen ging alleen door met het Headhunterz-project. Hij verliet de Rockacademie en koos ervoor fulltime voor de muziek te gaan.

## Carrière

### 2006-2013
2006 zou het jaar van de doorbraak zijn voor Headhunterz. Hij kreeg zijn eigen sublabel bij Scantraxx, genaamd 'Reloaded', en bracht daar veel werk uit. In 2007 staat hij voor de tweede keer op Qlimax, waarvoor hij ook het anthem verzorgt, "The Power Of The Mind". In 2006 stond hij hier al voor het eerst, toen in een gezamenlijk live-optreden van een half uur met Dov Elkabas a.k.a. DJ The Prophet.
Na ook een aantal keer samen gewerkt te hebben met The Prophet en Abject, had hij in 2008 had hij zijn eerste samenwerking met een andere opkomende artiest uit zijn woonplaats, Wildstylez. Hun eerste uitgave 'Blame It On the Music / Project 1' in het begin van 2008 bleek een succes te zijn en vormde de aanleiding voor een nieuw project en zelfs een debuutalbum voor het duo, Project One. In drie maanden met ongeveer een nummer per week, hadden Headhunterz en Wildstylez hun album van 13 nummers af, 'Headhunterz & Wildstylez Present: Project One'. Het album debuteerde in 2008 op de Q-Dance evenementen 'in Qontrol' en 'Defqon.1', en werd zowel digitaal als in cd-vorm op 25 juli 2008 uitgebracht. Project One werd zeer geapprecieerd in de hardstylewereld met de tracks 'Life Beyond Earth', 'The Art of Creation', 'The Story Unfolds', 'Best of Both Worlds' en 'Fantasy or Reality', die het goed deden op de dansvloer. Het album was de doorslaggevende factor waardoor hardstyle in de jaren erna ingenomen zou worden met een mix van op synth gebaseerde melodieën en veel gebruikte pitched kicks. Een Project One-toer volgde met zes volledige albumsamplers en een remixsampler, alle verschenen bij Scantraxx Reloaded.
In de jaren daarna trad hij op op vele grote festivals waaronder Qlimax, Q-Base en Defqon.1 en verzorgde hij ook een aantal anthems hiervoor. In 2010 hostte hij zijn eigen show in de Heineken Music Hall in Amsterdam, X-Qlusive Headhunterz, en bracht zijn eerste album uit, "Studio Sessions".
Rebergen is maatschappelijk betrokken, zo heeft hij de opbrengst van zijn compilatiealbum ‘Sacrifice’ uit 2012 gedoneerd aan Dance4life, een internationale organisatie die samen met jongeren werkt aan een wereld zonder aids. In 2013 werkte hij samen met Krewella aan "United Kids of the World", een track tegen (cyber)pesten in samenwerking met DoSomething.org.

### 2013-2016
In 2013 tekende Headhunterz bij het Amerikaanse label Ultra Music, waar hij zijn singles Colors met TaTu en United Kids of the World uitbracht. De single 'Colors' verkreeg in 2014 de gouden status. Het tekenen bij Ultra markeerde ook een stijlverandering, zijn producties gingen vanaf dat moment steeds meer richting een lager BPM en meer house-georiënteerd geluid. Hij werkte in deze periode onder andere samen met W&W, Hardwell, Oliver Heldens en Martin Garrix. Ondanks veel negativiteit van zijn fanbase, beroept Rebergen zich op zijn creatieve vrijheid en slaat een nieuwe weg in. Hij neemt met het Origins project, dat 8 jaar aan Headhunterz-tracks opnieuw uitbrengt, symbolisch afscheid van zijn HARDwithSTYLE-label en de hardstyle.

### 2016-heden
Op het Defqon.1 festival in 2016 had Headhunterz een verrassingsoptreden, waar hij hardstyle heeft gedraaid. Een jaar later op Defqon 2017 maakte hij zijn terugkeer naar de hardstyle definitief. Ook werd hiermee het 'Project One' project nieuw leven ingeblazen, met nieuwe tracks en optredens op Qlimax en Knockout Circuz in Australië. Zelf is hij ook weer begonnen met het produceren van hardstyle, die uitgebracht wordt in de vorm van een mini-album. Het nummer 'Destiny', dat teksten bevat geïnspireerd door Headhunterz' comeback naar hardstyle, heeft de eerste plaats behaald in de Q-dance Hardstyle Top 100 2017.
Na de terugkeer heeft hij ook een nieuw label gestart samen met Wildstylez. Dit label heet "Art of Creation" en richt zich op "hardstyletalenten". De naam is gebaseerd op een oude track van Project One, die ook The Art of Creation heet. Headhunterz en Wildstylez zijn reeds getekend op hun eigen label. Eind 2019 werd bekend dat Art of Creation ging fuseren met "The Spirit of Hardstyle". De eerste release van het hernieuwde Art of Creation was een EP van Noisecontrollers, waarop ook een samenwerking van Wildstylez en Noisecontrollers was te horen.
Op 23 augustus 2023 maakte Headhunterz via zijn Instagrampagina bekend definitief te stoppen met optreden, om zich volledig te kunnen richten op produceren. Zijn laatste show was op 23 december 2023 in Poppodium 013.

## Discografie

### Albums[34]
| Album met eventuele hitnotering(en) in de Nederlandse Album Top 100 | Datum van verschijnen | Datum van binnenkomst | Hoogste positie | Aantal weken | Opmerkingen |
| ------------------------------------------------------------------- | --------------------- | --------------------- | --------------- | ------------ | ----------- |
| Studio Sessions                                                     | 13-03-2010            |                       |                 |              |             |
| Sacrifice                                                           | 17-03-2012            |                       |                 |              |             |
| The Return of Headhunterz                                           | 02-03-2018            |                       |                 |              |             |

### Singles
| Single met eventuele hitnotering(en) in de Nederlandse Top 40 | Datum van verschijnen | Datum van binnenkomst | Hoogste positie | Aantal weken | Opmerkingen                                                |
| ------------------------------------------------------------- | --------------------- | --------------------- | --------------- | ------------ | ---------------------------------------------------------- |
| The Power Of The Mind (Qlimax 2007 Anthem)                    | 2007                  | -                     |                 |              | Nr. 36 in de Single Top 100                                |
| World of madness (Defqon.1 2012 Anthem)                       | 2012                  | -                     |                 |              | met Headhunterz & Wildstylez / Nr. 98 in de Single Top 100 |
| Colors                                                        | 2013                  | -                     |                 |              | met TaTu / Nr. 35 in de Single Top 100                     |

## Prijzen en onderscheidingen
2011: Winnaar bij de Hard Dance Awards in 2011 in de categorieën 'Best European Hard Dance DJ', 'Best International DJ' en 'Best Track' voor zijn track 'Psychedelic'.
2013: 'Tonight', zijn samenwerking met Wildstylez en Noisecontrollers, eindigt in de Q-Dance Harder Styles Top 1000 op nummer 2.
2017: 'Destiny' is de nummer 1 van de Q-Dance Hardstyle Top 100 2017.
2020: 'Dragonborn part 3 (Oceans Apart)', een samenwerking met Sian Evans, is de nummer 1 van de Q-Dance Hardstyle Top 100 2020.
2022: 'Before i Wake', een samenwerking met Vertile, is de nummer 1 van de jaarlijkse Q-Dance Hardstyle Top 100. 
2024: Opnieuw een nummer 1 notering voor Headhunterz in de Q-Dance Hardstyle Top 100, dit keer met 'Live Forever'. 
Het Britse blad DJ Magazine publiceert elk jaar de lijst met de 100 populairste internationale dj's, gekozen door het publiek. De resultaten van Headhunterz in deze lijst:
- 2010: 36e
- 2011: 17e
- 2012: 11e
- 2013: 23e
- 2014: 40e
- 2015: 48e
- 2016: 36e
- 2017: 33e
- 2018: 28e
- 2019: 29e
- 2020: 46e
- 2021: niet in lijst

## Stemacteur
Rebergen verzorgt regelmatig de Nederlandse stemmen voor diverse Engelse tv-series en films.
| Productie                                                  | Rol                        |
| ---------------------------------------------------------- | -------------------------- |
| Platvoet en zijn vriendjes                                 | Platvoet                   |
| Het Speelplein                                             | TJ                         |
| Rocket Power                                               | Sam Dullard                |
| Harry Potter                                               | Fred Wemel en George Wemel |
| De Kronieken van Narnia: De leeuw, de heks en de kleerkast | Peter Pevensie             |
| High School Musical                                        | Troy Bolton                |
| Gummi Beren                                                | Cubbi                      |
| Peter Pan 2 : Terug naar Nooitgedachtland                  | Peter Pan                  |